# Blue Eyes Crying in the Rain
Blue Eyes Crying in the Rain ist ein Countrysong von Fred Rose, der 1945 erstmals von Roy Acuff aufgenommen wurde.

## Inhalt
Der Song thematisiert die schmerzhafte Trennung zweier Liebender, die sich nach ihrem Abschiedskuss nicht mehr begegnen werden (When we kissed goodbye and parted/I knew we never meet again). Doch in allem Kummer ist der Protagonist sich doch einer jenseitigen Wiedervereinigung sicher, die in einem Land stattfinden wird, das keine Trennung kennt (Someday when we meet up yonder/We’ll stroll hand in hand again/In a land that knows no parting).

## Aufnahmen
1945 nahm Roy Acuff als erster die Ballade auf, hatte mit der Nummer jedoch keinen Erfolg. 1951 versuchte sich Hank Williams an dem Song. Es handelt sich hierbei um eine Live-Aufnahme aus der Mother’s Best Flour Hour. Später erschien Williams’ Version mit weiteren Songs in einem Boxset von Time Life.
Weltbekannt wurde das Stück erst 1975 durch die Interpretation von Willie Nelson aus seinem Album Red Headed Stranger. Als Single veröffentlicht, schaffte es das Lied auf den ersten Platz der Country-Billboard-Single-Charts, erreichte in den Pop-Charts Platz 21 und wurde in der Kategorie Beste männliche Gesangsdarbietung - Country mit einem Grammy ausgezeichnet. Des Weiteren erhielt Nelsons Version eine Nominierung als bester Countrysong.
1976 nahm Elvis Presley den Song für sein vorletztes Studioalbum From Elvis Presley Blvd auf. Blue Eyes Crying in the Rain war auch der letzte Song, den Presley in seinem Leben vor Publikum sang. Er spielte das Stück am Piano in seinem Musikzimmer in Graceland am Abend vor seinem Tod.
2005 listete das Rolling Stone Nelsons Fassung auf Platz 302 in ihrer Liste der 500 größten Songs aller Zeiten.